# Формация Ола
Формация Ола (англ. Ola Formation, Ольская свита) — стратиграфическая формация в России, слои которой датируются ранним меловым периодом. Среди окаменелостей, найденных в этой формации, находят множество ископаемых остатков насекомых и растений.

## Описание
Формация Ола (Ольская свита) впервые была выделена в 1947 году Г. Н. Чертовских в Магаданской области, описавших её в качестве стратотипа на правобережье реки Магадавен (левый приток верховьев реки Армань). Возраст разных её участков (в бассейнах рек Армань и Ола) оценивается от ранней юры до позднего мела. Основные её породы вулканического и осадочного происхождения, в верховьях ручья Жданный это туф, игнимбриты риолитов, пачки туффитов, алевролитов, а также туфопесчанники и туфоконгломераты. Местонахождение Обещающий (которое находится в верховьях ручья Обещающий, левого притока реки Нил; ручей находится примерно в 20 км от ручья Жданный) было открыто в 1976 году, там были обнаружены многочисленные остатки насекомых. В 1978 году здесь В. В. Жерихиным (ПИН АН СССР) была проведена палеоэнтомологическая экспедиция.
Возраст оценивается сантоном — ранним кампаном (82—85 млн лет или 80—83 млн лет).

## Палеофауна
- Anteonopsis antiquus[8]
- Armania
- Armanopimpla zherikhini
- Cretorhyssalus brevis[9]
- Labenopimpla kasparyani
- Labenopimpla rasnitsyni
- Magadanobracon rasnitsyni[9]
- Magadanobracon zherikhini[9]
- Mesocephus brachycerus[10]
- Mesocephus leleji[10]
- Micropimpla lucida
- Micropimpla obscura
- Plesiorobius sibiricus
- Ramulimonstrum intermedium
- Rugopimpla angusticella
- Rugopimpla fallax
- Rugopimpla macra
- Rugopimpla matrona
- Rugopimpla vulgaris
- другие

## Палеофлора
- Asplenium
- Cladophlebis
- Equisetites
- Metasequoia
- Osmunda
- Pinus
- Pityocladus
- Pityophyllum
- Sequoiadendron
- Thallites
- Thuja
- другие